# Tomás de Melo

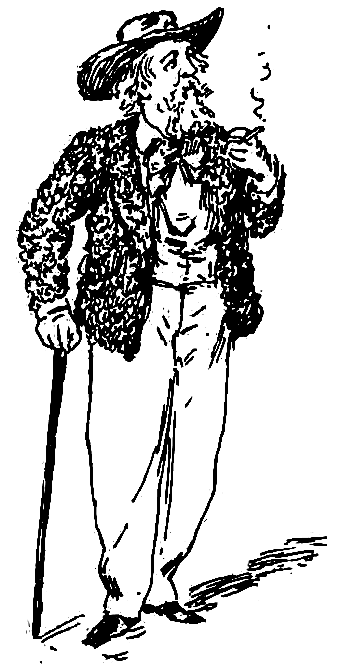
Tomás de Melo caricaturizado por Rafael Bordalo Pinheiro

Tomás José Fletcher de Melo, Tomás de Melo o Thomaz de Mello siguiendo la grafía de la época, (Moita, Setúbal, 23 de febrero de 1836–Lisboa, 3 de octubre de 1905) fue un escritor y bohemio portugués.
De origen noble, su padre era un militar y su madre la hija de un rico comerciante inglés. Tomás regentó varios negocios: restaurantes de lujo, publicaciones, la Agência Universal de Anúncios (una de las primeras agencias de publicidad de Lisboa)... arruinándose en medio de una vida bohemia y extravagante en la capital portuguesa. Sobre su conducta de bon vivant y gourmet recogió la revista O António Maria:

Quem o não conhece, ao D. Thomaz de Mello, como um dos mais patuscos, mais curiosos, mais attrahentes typos d'essa bohemia de melhores tempos que lhe valeu agora, em boas reminiscencias, um alegre livro?! Quem o não conhece, ao da grande pera e mais o grande bigode, grande chapeu desabado e grande pança cahida, dilatada por quantas ceias e idas ás hortas memoraveis de que nos falla a Historia, e em que elle tomou parte, denodadamente, em tremendissimas pandegas de estalo!

Más conocido en vida por su vida excéntrica que por su obra literaria, alcanzó notoriedad como autor por los escándalos de algunas de sus obras. Sin embargo, algunas de las obras han merecido reseñas posteriores de los críticos por sus relevancia y originalidad dentro del marco cultural de Lisboa en el siglo XIX.
Casado el 20 de septiembre de 1873 con María de Jesús de Braganza, hija natural del antiguo rey y pretendiente al trono portugués Miguel I de Portugal, dejó una hija de nombre Maria Justina Micaela Tomásia José de Jesus de Melo. A través de ella fue abuelo del artista brasileño-portugués Thomaz de Mello.

## Obra
Fue autor de los siguientes libros:
- Cenas de Lisboa (1874)

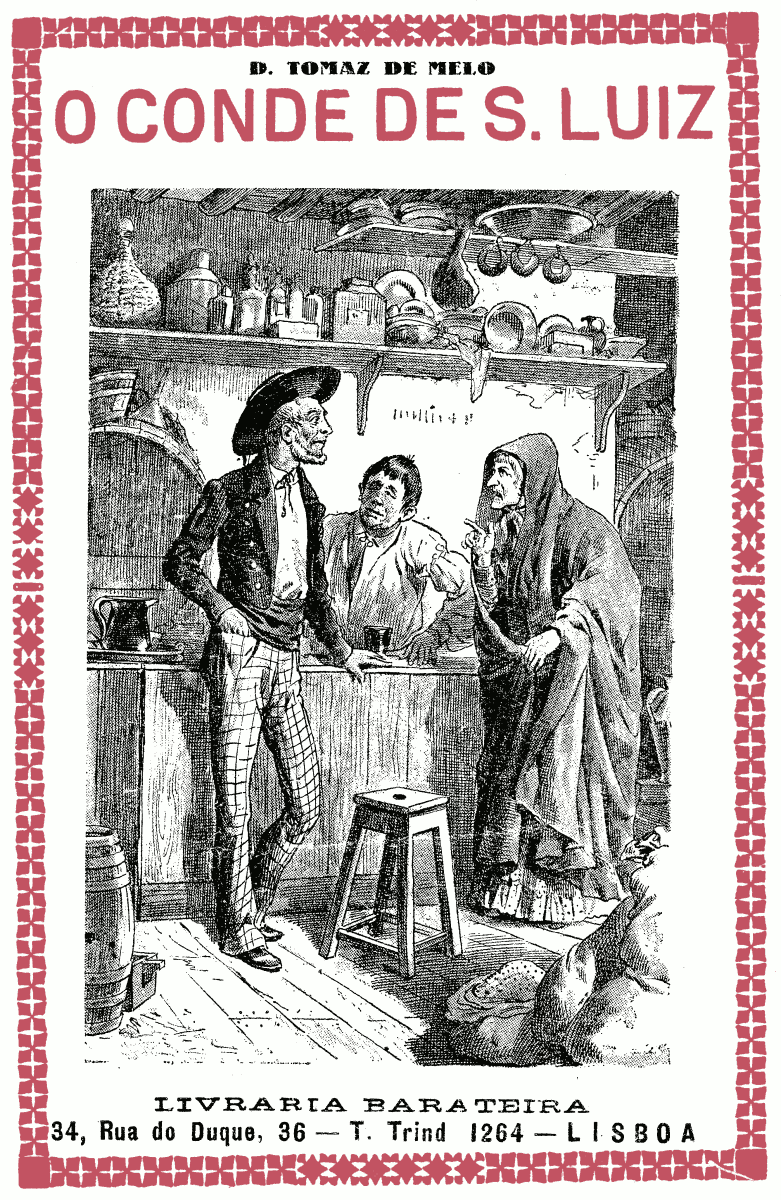
Portada del Conde de S. Luís

- Modesta: memórias de um degredado (1874)
- O Conde de S. Luís (1874; 2.ª ed. 1903)
- A espera de touros em Carriche (1879)
- Boémia antiga (1897)
- Contos e casos (1904)
- Recordando "O Negro de Alcântara": tragédia em 4 actos, paródia do "Otelo" (1904)

Fue propietario de la revista O reclamo: órgão da Agência Universal de Anúncios, publicada por la casa Júlio Rodrigues, en 1892.